# Herpetocypris
Herpetocypris is een geslacht van kreeftachtigen uit de klasse van de Ostracoda (mosselkreeftjes).

## Soorten volgens <ITIS>
- Herpetocypris amychos Krutak, 1975
- Herpetocypris brevicaudata Kaufmann, 1900
- Herpetocypris chevreuxi (G. O. Sars, 1896)
- Herpetocypris pattersoni Tressler, 1954
- Herpetocypris reptans (Baird, 1835)
- Herpetocypris testudinaria Cushman, 1908